# 栃木県道23号川俣温泉川治線
栃木県道23号川俣温泉川治線（とちぎけんどう23ごう かわまたおんせんかわじせん）は、栃木県日光市内の県道（主要地方道）である。

## 概要
本道路は、日光市栗山地区の中心部や奥鬼怒の川俣温泉と国道121号を結ぶ道路である。全線にわたり鬼怒川と並行している。
終点付近は川治ダム上を通り、葛老トンネルを通過し五十里湖畔で国道121号に接続するルートと、川治第一 - 第三トンネルを通過し、野岩鉄道川治温泉駅南側で国道121号に接続するルートの2つがある。

### 路線データ
- 総延長：31.614 km（旧道区間を除く）
- 実延長：31.614 km（旧道区間を除く）
- 起点：栃木県日光市川俣（ホテル清和園付近）
- 終点：栃木県日光市川治温泉川治（国道121号・国道352号交点）／栃木県日光市藤原（国道121号・国道352号交点）
- 認定：1961年（昭和36年）4月1日

## 歴史
- 1961年（昭和36年）4月1日 - 主要地方道川俣藤原線として認定。
- 1977年（昭和52年）7月5日 - 現在の名称に変更。[要出典]
- 1993年（平成5年）5月11日 - 建設省から、県道川俣温泉川治線が川俣温泉川治線として主要地方道に指定される[1]。

## 地理

### 通過する自治体
- 日光市

### 交差する道路
- 栃木県道169号栗山日光線（日光市日陰）
- 栃木県道249号黒部西川線（日光市黒部）
- 国道121号（国道352号 重複）（終点）
- 国道121号（国道352号 重複）（日光市藤原、支線 終点）【北緯36度52分43.6秒 東経139度42分1.6秒 / 北緯36.878778度 東経139.700444度】

### 沿線にある施設など
- 川治ダム（八汐湖）
- 瀬戸合峡
- 川俣ダム（川俣湖）
- 川俣温泉

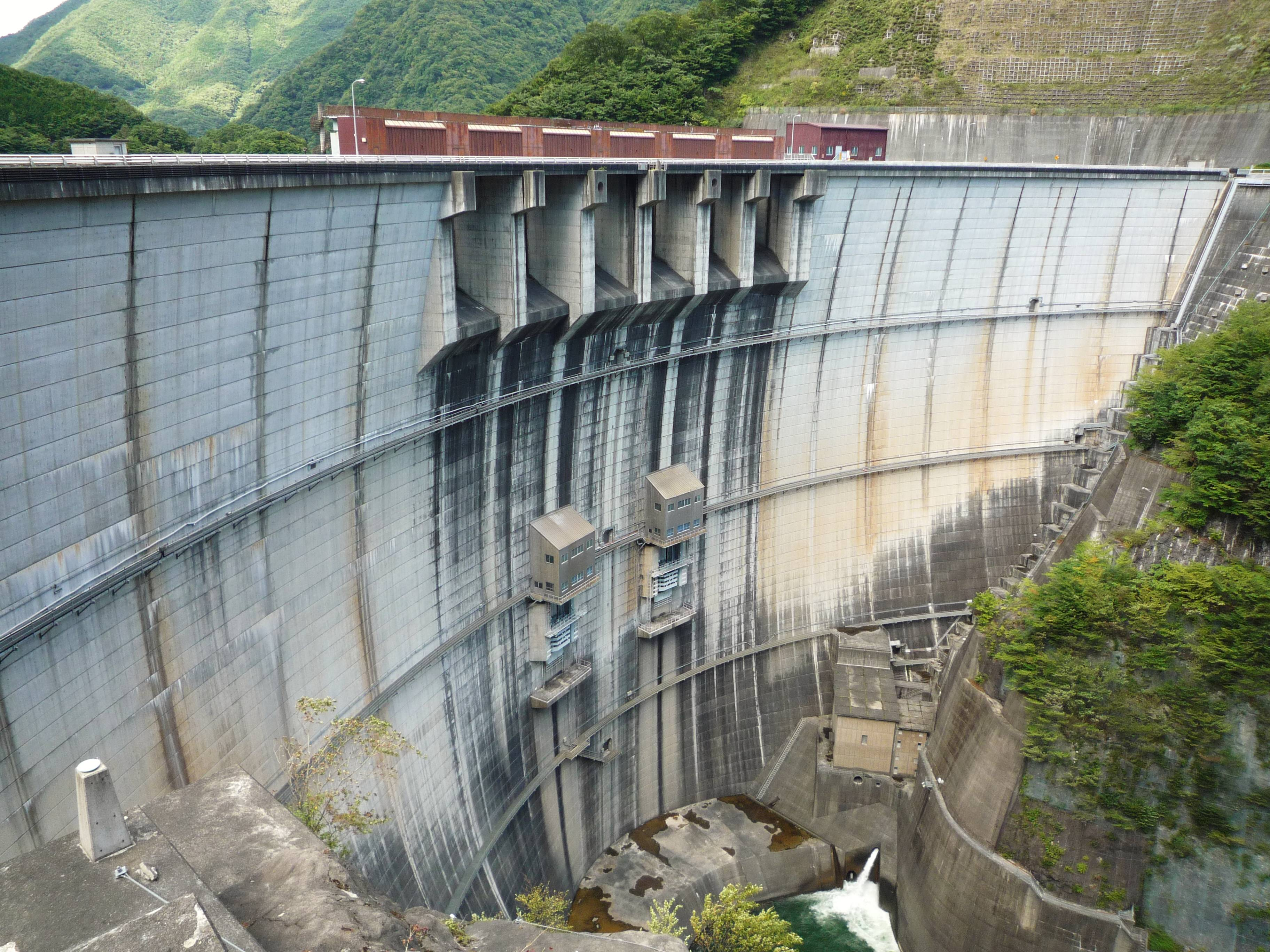
川治ダム
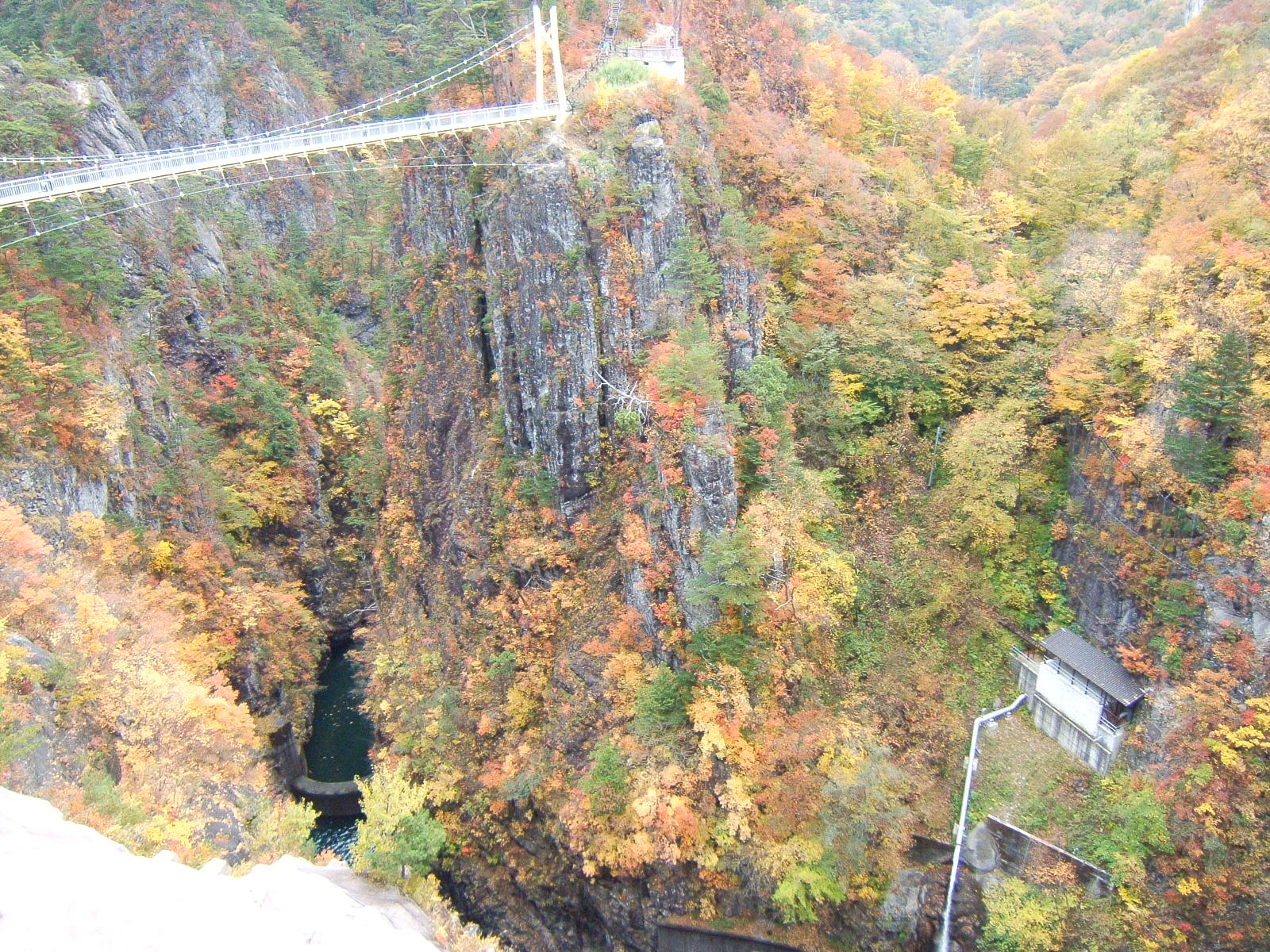
川俣ダムから見た瀬戸合峡